# Tugimaantee 39
De Tugimaantee 39 is een secundaire weg in Estland. De weg loopt van Tartu via Jõgeva naar Aravete en is 108,0 kilometer lang. 